# Dolenji Podboršt pri Trebnjem
Dolenji Podboršt pri Trebnjem – wieś w Słowenii, w gminie Trebnje. W 2018 roku liczyła 44 mieszkańców.